# Lee Nak-yon
Lee Nak-yon (en coréen : 이낙연), né le 20 décembre 1952 dans le district de Yeonggwang, est un homme d'État sud-coréen, Premier ministre du 31 mai 2017 au 14 janvier 2020.
Lors de son investiture en 2017, il rend visite aux veuves des anciens chefs d'état coréen Lee Hee-ho et Son Myung-soon.